# Sambor (imię)
Sambor – słowiańskie imię męskie, złożone z członów Sam- („samotny”) oraz -bor („walczyć, zmagać się”). Mogło oznaczać „walczącego samotnie”.
Sambor imieniny obchodzi 25 października.
Znane osoby o tym imieniu
- Sambor I (1150–1205) – książę pomorski
- Sambor II (zm. 1277/1278) – książę lubiszewsko-tczewski
- Sambor rugijski – książę rugijski w latach 1302–1304.
- Sambor Dudziński (ur. 1976) – aktor polski, muzyk, kompozytor
- Sambor Czarnota (ur. 1977) – aktor polski

Zobacz też
- Sambory – wieś w Polsce
- Samborsko – wieś w Polsce
- Samborowo – wieś w Polsce
- Samborowice – wieś w Polsce
- Samborzec – wieś w Polsce
- Sambor – miasto na Ukrainie
- Stary Sambor – miasto na Ukrainie